# Wageningen-Hoog
Pour les articles homonymes, voir Wageningen (homonymie).
Wageningen-Hoog est un village situé dans la commune néerlandaise de Wageningue, dans la province de Gueldre. Le 1er janvier 2007, le village comptait 1 160 habitants.
Le village est situé sur les hauteurs de Wageningue, et forme pratiquement une seule agglomération avec le village de Bennekom (commune d'Ede).